# Borová voda (potok)
Borová voda je potok na horní Oravě, ve jižní části okresu Tvrdošín. Jde o levostranný přítok Studeného potoka a měří 6,4 km a je tokem V. řádu.

## Pramen
Pramení v Západních Tatrách, v podcelku Sivý vrch, na severním svahu Biele skaly (1 316,2 m n. m.) v nadmořské výšce přibližně 1 220 m n. m..

## Popis toku
Od pramene teče převážně na sever, na horním toku teče po hranici mezi geomorfologickými celky Tatry na východě a Chočské vrchy na západě, zleva přibírá přítok od myslivny Bielé skaly, zprava přítok zpod Pálenice (1 046,6 m n. m.) a vstupuje do Podtatranské brázdy (podcelek Zuberecká brázda), kde vytváří oblouk prohnutý na západ. Následně postupně přibírá levostranný přítok z východního svahu Beskydu (947,0 m n. m.), pravostranný z východního svahu Pálenice, levostranný Vajdovský potok a dva krátké pravostranné přítoky z oblasti Palošovky. Dále protéká okrajem obce Zuberec, kde z pravé strany přibírá svůj nejvýznamnější přítok Sivý potok a z levé strany Milotínku. Mezi obcemi Zuberec a Habovka ústí v nadmořské výšce cca 731 m n. m. do Studeného potoka.

## Jiné názvy
- Bôrová voda
- horní tok: Spadový jarok, Spadový potok, Spadový potôčik